# Museo del vino (Macao)
Il museo del vino (in cinese: 葡萄酒博物馆; in portoghese: Museu do vinho) è un museo dedicato al vino situato nello stesso edificio del museo del Gran Premio, a Macao, in Cina.
Primo museo dedicato al vino in Asia, uno dei suoi obiettivi principali è di mostrare al visitatore l'importanza sociale, economica e culturale del vino nella cultura portoghese. È anche un'illustrazione della mescolanza delle culture occidentali e orientali in questa regione amministrativa speciale. 
Con uno spazio di 1400 metri quadrati, oltre agli strumenti moderni e tradizionali legati alla produzione del vino, il museo espone una collezione di 1115 vini portoghesi e 28 vini cinesi: un porto millesimato 1815 è il pezzo più antico della collezione.
È presente anche un luogo di degustazione all'interno.